# Richard Bright (Mediziner)

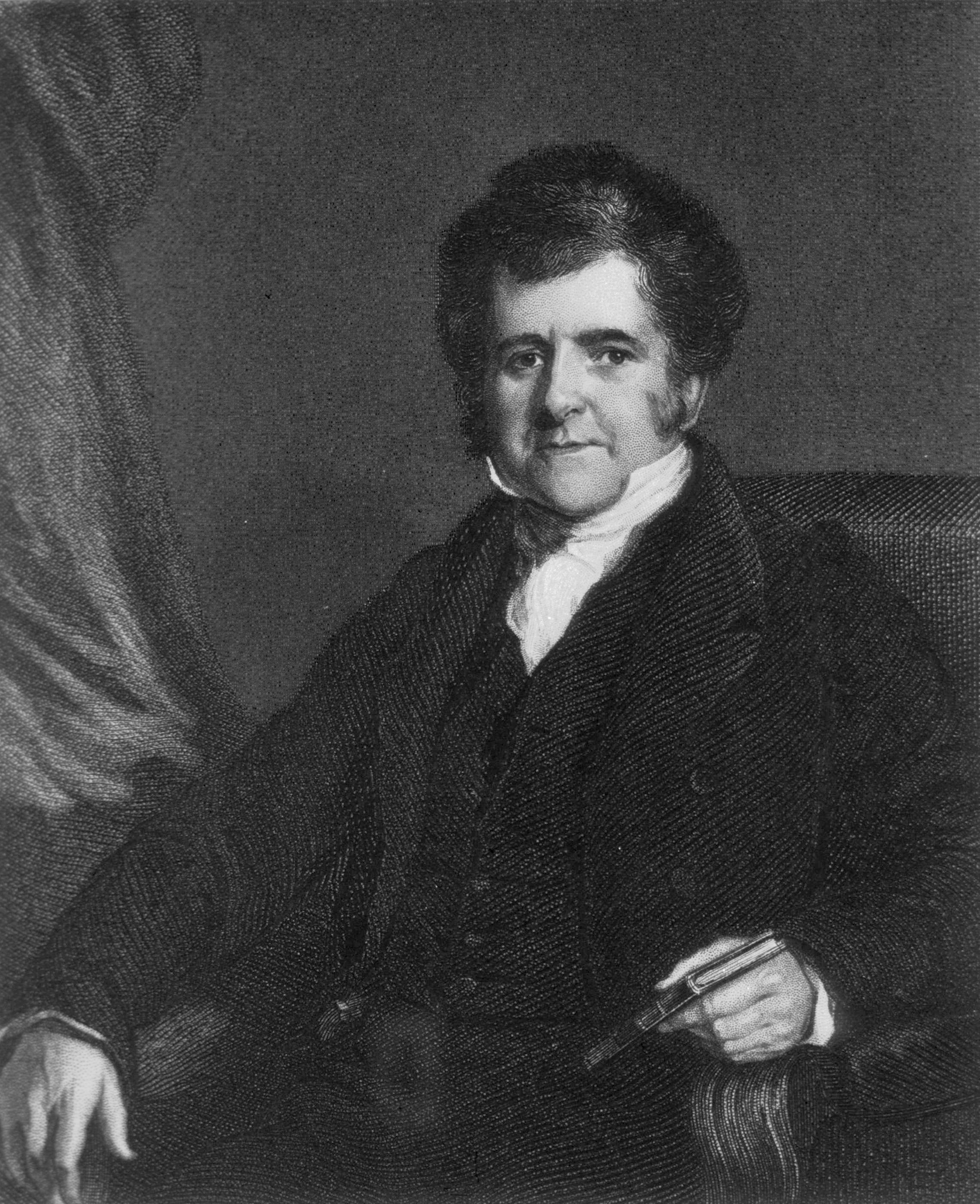
Richard Bright, vor 1839

Richard Bright (* 28. September 1789 in Bristol; † 16. Dezember 1858 in London) war ein englischer Arzt, Pathologe und Pionier auf dem Gebiet der sich mit den Nierenkrankheiten beschäftigenden Nephrologie.

## Werdegang und Werk
Bright war der Sohn von Sarah und Richard Bright (Senior), einem wohlhabenden Bankier. 1808 begann er zunächst ein Studium der Philosophie, Ökonomie und Mathematik an der University of Edinburgh. Ein Jahr später wechselte er zum Medizinstudium. 1810 war er Mitglied einer Sommerexpedition nach Island. Anschließend setzte er sein Studium am Londoner Guy’s Hospital fort. Im September 1813 ging er zurück nach Edinburgh, wo er seinen M.D. erhielt. In seiner Dissertation befasste er sich mit dem Erysipel (Hauterkrankung). Im folgenden Jahr reiste er nach Deutschland, Österreich und Belgien.
Von 1817 bis 1820 arbeitete er als Arzt am Londoner Cork Street Hospital (Fever Hospital). Danach war Richard Bright am Guy’s Hospital und in seiner Praxis tätig. Er unterrichtete pathologische Anatomie und führte zahlreiche Obduktionen aus. Bright junior, wie er im Heimatland genannt wurde, arbeitete zusammen mit Thomas Addison und Thomas Hodgkin. Er war zu seiner Zeit einer der bekanntesten Mediziner in London und berühmtester Vertreter der „Great Men of Guy’s“ (eine Bezeichnung für bekannte Ärzte am Guy’s Hospital). 1821 wurde er zum Fellow of the Royal Society gewählt.

## Nephrologie
Bright fördert, insbesondere durch klinische Sektionen, die Kenntnisse über Nierenkrankheiten. Die von ihm 1827 beschriebene akute oder chronische Nierenentzündung mit Proteinurie (beziehungsweise Albuminurie) und Hämaturie sowie unter Umständen auch mit Hypertonie und Ödemen (vgl. auch Nephrotisches Syndrom) wurde vor allem in der englischsprachigen Fachliteratur ihm zu Ehren als Bright’s disease bezeichnet. Im Vereinigten Königreich gilt Bright als Vater der Nephrologie. Nach Maxim Zetkin und Herbert Schaldach beginnt mit seinen Darstellungen „die moderne Lehre von den Nierenkrankheiten“, denn Bright bezog zum ersten Mal die klinischen Symptome Wassersucht und Albuminurie auf eine Erkrankung der Nieren. Walter Frey sprach 1951 von der Brightschen Nierenkrankheit, vom Brightschen Ödem und vom Brightschen Symptomenkomplex, Heinrich August Pierer 1857 noch von der Brightschen Nierenentartung und der Brockhaus 1911 von der Nephritis parenchymatosa.

### Brightsche Krankheit

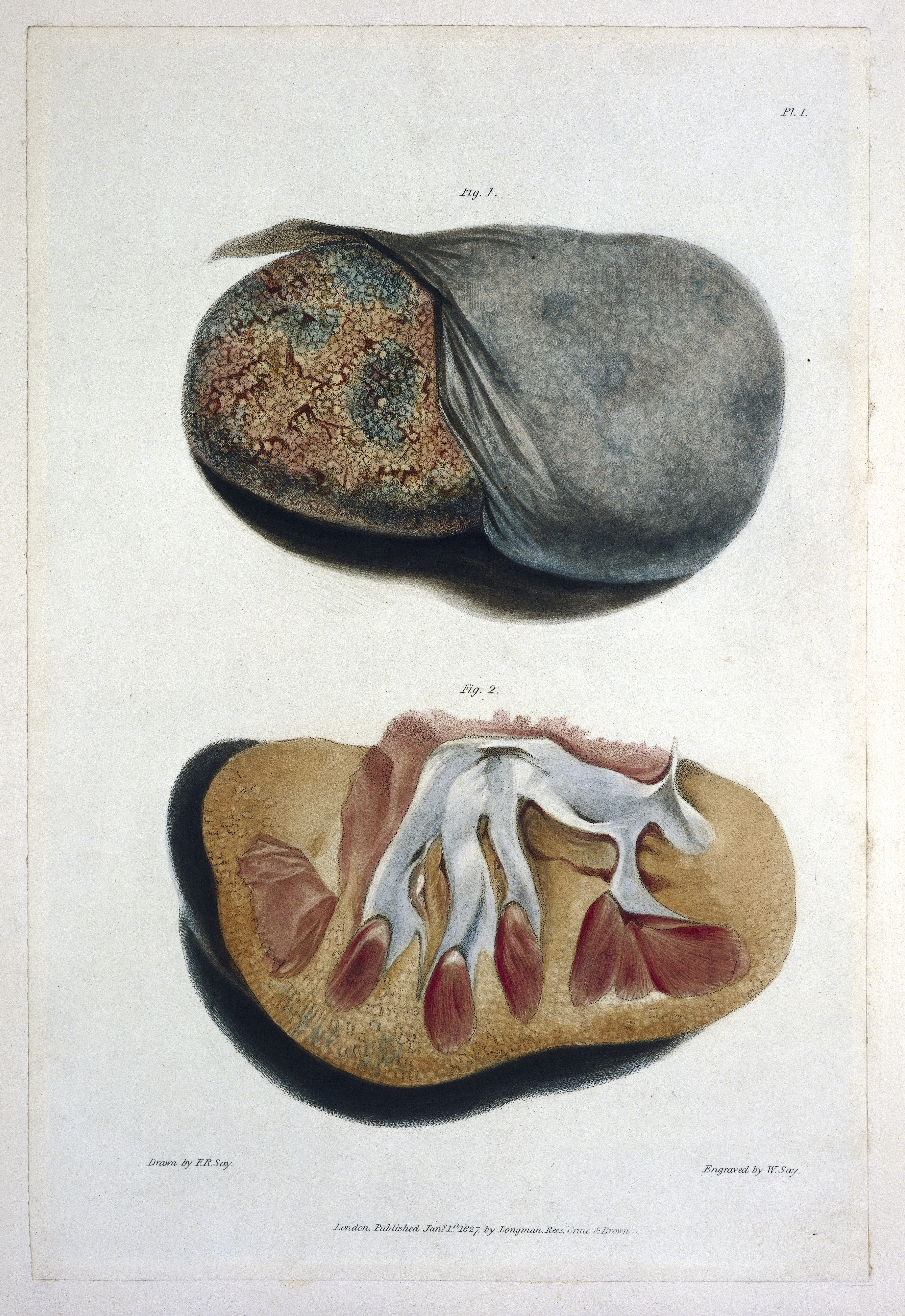
Erkrankte Niere (Kirrhosis renis), Abbildung aus Brights Reports of Medical Cases

Der Name Bright-Krankheit (Morbus Bright, Morbus Brighti, Morbus Brightii oder Brightsche Krankheit) ist im deutschen Sprachraum mittlerweile kaum noch verbreitet. Seit 1905 war der Begriff auf Vorschlag von Friedrich von Müller nur noch für entzündliche Nierenerkrankungen üblich. Insofern schreibt Theodor Fahr 1925, dass sich in Deutschland der Name Nephritis als Synonym für den Morbus Brightii eingebürgert habe. Schon 1999 galt das Eponym als historische Bezeichnung für alle Nierenfunktionsstörungen. Otto Dornblüth und Willibald Pschyrembel erwähnten die Brightsche Krankheit von der 1. nur bis zur 184. Auflage ihres Klinischen Wörterbuches von 1894 bis 1964.
Pierre Rayer nannte die Brightsche Krankheit Nephritis albuminosa, weil er es vorzog, „der Krankheit einen pathologischen, bezeichnenden Namen zu geben.“ Er unterschied, wie zuvor erstmals der Schotte Robert Christison, die akute von der chronischen Verlaufsform. „Auf der deutschen Pathologentagung in Meran im Jahre 1905 war die Brightsche Krankheit Verhandlungsthema. Friedrich von Müller hatte das klinische Referat. Er verzichtete in diesem auf eine klinische Einteilung.“ Er hielt eine klinische Trennung zwischen Nephrose und Nephritis für undurchführbar; seine Einteilung war also empirisch und symptomatisch.
Die Medizinhistorikerin Johanna Bleker bezeichnete die Brightsche Krankheit als „schmerzlose Nierenkrankheit“, weil einseitige Nierenkrankheiten fast immer schmerzhaft sind. Deswegen heißen die einseitigen Nierenkrankheiten auch schmerzhafte oder chirurgische Nierenkrankheiten. Aus demselben Grund sprachen Franz Volhard, der Nestor der Nephrologie, und Wilhelm Nonnenbruch bei der Niereninsuffizienz von den doppelseitigen Nierenkrankheiten.
Das medizinische Wörterbuch von Walter Guttmann beschreibt den Bedeutungswandel der Brightschen Krankheit von der Nierenkrankheit mit Albuminurie und Hydrops zur diffusen hämatogenen Glomerulonephritis, also von „nephrotisch verlaufenden Erkrankungen, unabhängig von ihrer tatsächlichen Genese,“ zu nephritischen Verlaufsformen.

### Geschichte
William Cumberland Cruikshank (1745–1800) gilt als der eigentliche Entdecker und Erstbeschreiber (1797) der Albuminurie, obwohl Frederik Dekkers (1644–1720) und Domenico Cotugno (1736–1822) schon vorher Eiweiß im Urin fanden.
Früher empfahl man „in manchen Fällen von chronischem Morbus Brightii“ zur Behandlung das Trinken zum Beispiel von Bitterwasser in Bad Friedrichshall. Hansen und andere verwendeten beim Morbus Brightii Salpetersäure, „ohne besondere Heilresultate erzielt zu haben.“ Früher beschrieb man Frühgeburten beim Morbus Brightii sowie eine purulente Meningitis als „secundäre Mischinfection im Verlaufe der chronischen Bright'schen Niere.“ Als Brightsche Granulationen bezeichnete man die Granulierung der Nierenoberfläche bei der chronischen interstitiellen Nephritis.

## Augenheilkunde
Die Brightsche Blindheit (oder der Brightismus) ist ein Symptomenkomplex mit akuten bis zur urämischen Amaurose reichenden Sehstörungen beim Nierenversagen. Die Brightsche Retinitis ist die Retinitis albuminosa bei der Albuminurie. Der Augenarzt Moritz Heymann (1828–1870) erkannte diese damals von ihm so genannte Retinitis albuminosa als ein weiteres Symptom der Brightschen Krankheit. Salomon Klein hielt jedoch 1888 in einem langen Kapitel über die Netzhautentzündung beim Morbus Brightii „den Zusammenhang zwischen Nierenleiden und Netzhautleiden für unaufgeklärt.“

## Kardiologie
Das Brightsche Knarren oder Brightsches Murmeln ist das auskultatorische Beatty-Bright-Geräusch (auch Krepitation, Knistern, Knisterrasseln, Lederknarren oder Schnellball-Knirschen genannt) bei der trockenen Pleuritis, bei der Endokarditis, bei der Lungenfibrose, im Anfangs- und im Endstadium einer Lungenentzündung sowie in 10 Prozent der Fälle von rheumatoider Arthritis.
Als Erster erkannte Bright 1827 den Zusammenhang zwischen linksventrikulärer Hypertrophie und Dilatation der Aorta bei Patienten im terminalen Nierenversagen.

## Neurologie
Ebenfalls als Erster beschrieb er 1836 den später als Jackson-Anfall bezeichneten fokal-motorischen Anfall bei der Epilepsie. Als Brightsche Psychose bezeichnete man die symptomatische Psychose infolge der Brightschen Krankheit.

## Trivia
Einmal wurde Bright nach seinen Krankheiten gefragt. Er antwortete: „Ich hatte die Brightsche Krankheit und er hatte meine.“ („I had Bright's disease. And he had mine.“) Er verstarb an einer Herzkrankheit (Aortenklappenfehler).

## Weiterführende Literatur
- Johanna Bleker: Die Geschichte der Nierenkrankheiten. Boehringer Mannheim, Mannheim 1972, S. 7, 92–107 und 116.
- Burton Chance: Richard Bright, Traveller and Artist. In: Bulletin of the History of Medicine. Band 8, 1940, S. 909–933.
- Henry Christison: Kidney Disease as described by Richard Bright in the Light of the Knowledge of a Century later. In: Ann. med. Hist. Band 9, 1927, S. 337–346.
- Erich Ebstein (Hrsg.): Richard Bright: Die Erkrankungen der Nieren (1827 und 1836). In deutscher Übersetzung herausgegeben und eingeleitet. Leipzig 1916; Neudruck ebenda 1968 (= Klassiker der Medizin. Band 25).
- Leon G. Fine: Pathological specimens of the kidney examined by Richard Bright. In: Kidney International. Band 29, Nr. 3, März 1986, S. 779–783, ISSN 0085-2538. PMID 3517459.
- Jaime Camacho MacKenzie: Dr Richard Bright–a man of many parts. His bicentenary year – 1789-1858. In: Bristol medico-chirurgical Journal. Band 104, Nr. 3, August 1989, S. 63–67, ISSN 0308-6356. PMID 2692780.
- L. März: Richard Bright – 28. September 1789 bis 16. Dezember 1858. In: Zeitschrift für ärztliche Fortbildung. Band 83, Nr. 23, 1989, S. 1207–1209. PMID 2697997.
- Delancey Rochester: Richard Bright of Guy’s Hospital. In: Ann. med. Hist. Band 5, 1923, S. 301–305.
- Ilza Veith: Richard Bright 1789–1858. An Appreciation on the Centenary of his Death. In: Mod. Med. (Minneapolis) 1958, S. 203–215.
- Pamela Bright: Dr Richard Bright (1789-1858), The Bodley Head, London, 1983.
- Theodor Fahr: Pathologische Anatomie des Morbus Brightii. In: Friedrich Henke, Otto Lubarsch (Hrsg.): Handbuch der speziellen pathologischen Anatomie und Histologie. 6. Band (Harnorgane, männliche Geschlechtsorgane), 1. Teil (Niere); bearbeitet von Thomas Fahr, Georg B. Gruber, Max Koch, Otto Lubarsch und O. Stoerk. Verlag von Julius Springer, Berlin 1925, S. 156–472.
- Franz Volhard, Theodor Fahr: Die Bright’sche Nierenkrankheit: Klinik, Pathologie und Atlas. Springer-Verlag, Berlin 1914. doi:10.1007/978-3-662-26316-7.
- Leo Mohr, Rudolf Staehelin (Hrsg.): Handbuch der inneren Medizin, 1. Auflage, 3. Band, 2. Teil: Mundhöhle und Speiseröhre, Magen, Darm, Peritoneum, Nieren, Nierenbecken und Harnleiter. Springer-Verlag, Berlin / Heidelberg 1918, S. 187–1911, mit 245 teils farbigen Abbildungen und drei farbigen Tafeln, darin: Die doppelseitigen hämatogenen Nierenerkrankungen (Bright'sche Krankheit) von Franz Volhard; davon erschien 1918 ein Separatdruck, VIII, 576 Seiten, mit 24 meist farbigen Abbildungen und 8 farbigen Tafeln (Nachdruck des Separatdrucks ISBN 978-3-662-42272-4, doi:10.1007/978-3-662-42541-1).
- Friedrich Theodor von Frerichs: Über die Bright’sche Nierenkrankheit und deren Behandlung. Verlag Friedrich Vieweg und Sohn, Braunschweig 1851.